# براجر يو
براجر أو ، اختصار لجامعة براجر ، هي منظمة أمريكية غير ربحية تقوم بإنشاء مقاطع فيديو حول مواضيع سياسية واقتصادية وفلسفية مختلفة من منظور محافظ أو يميني. يتم نشر مقاطع الفيديو على موقع يوتيوب وعادة ما تحتوي على متحدث يحاضر لمدة خمس دقائق.

## روابط خارجية
- الموقع الرسمي
- PragerU على يوتيوب